# Carl Wilhelmson (färja)
Carl Wilhelmson är en färja ägd av Västtrafik och används som reservfärja på Västtrafiks linje 847 mellan Lysekil och Fiskebäckskil på Skaftö. Carl Wilhelmson var ordinarie färja på linjen fram till att elfärjan Elise levererades 2024. Färjan är döpt efter konstnären Carl Wilhelmson som är född i Fiskebäckskil.

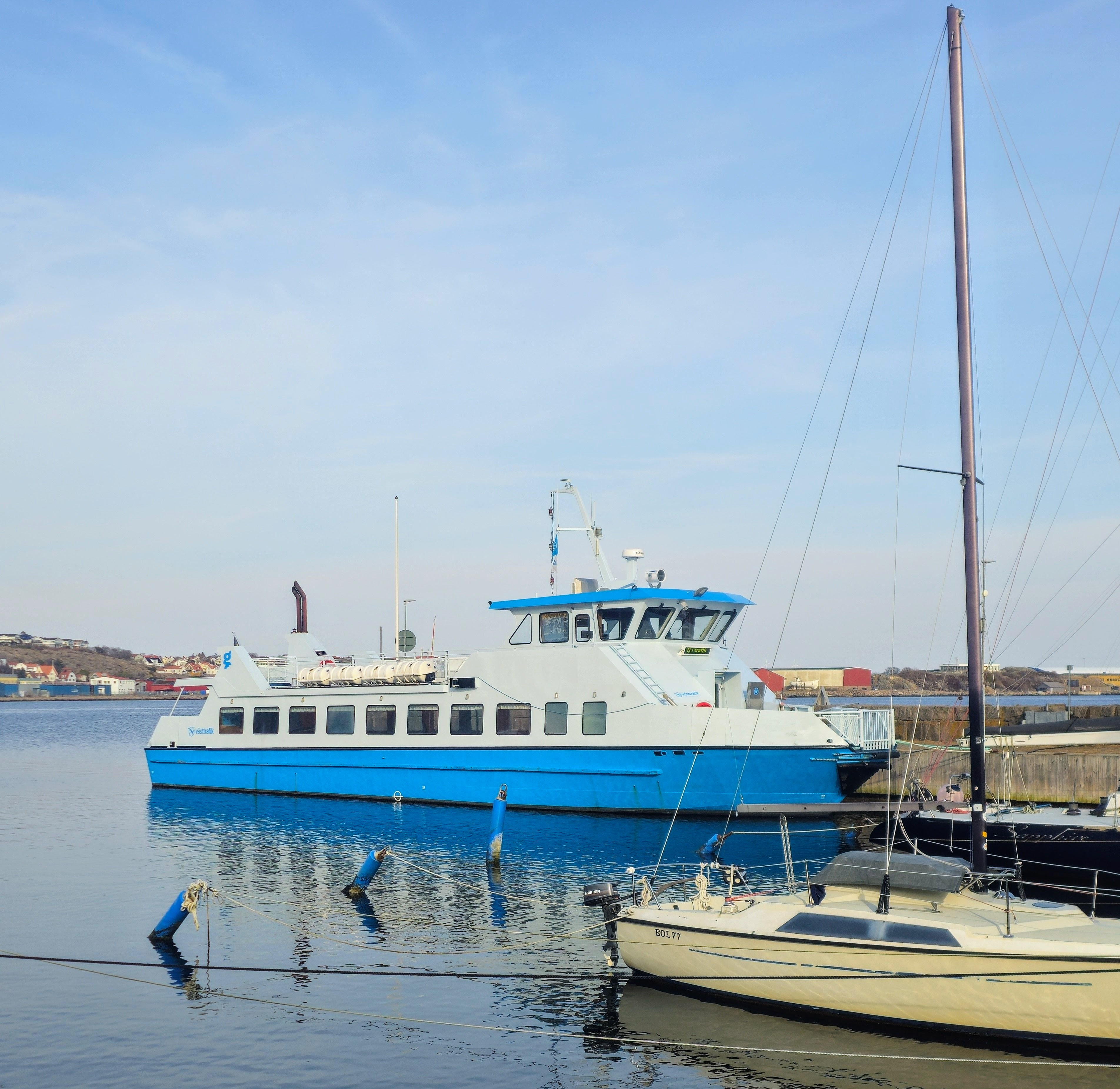
Carl wilhelmson, färjan. Himmel.natur..hav